# Festung Baba Wida

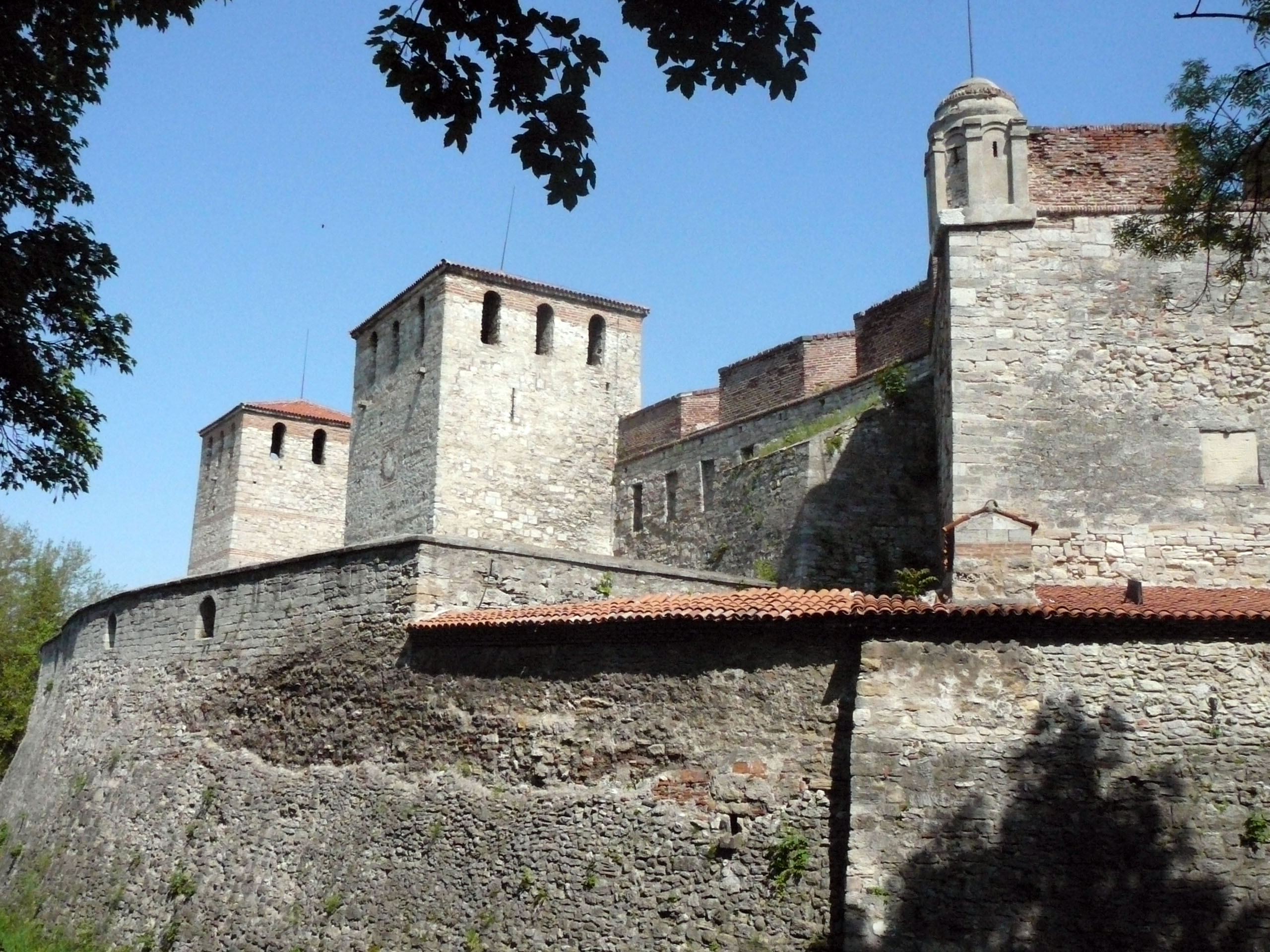
Festung Baba Wida

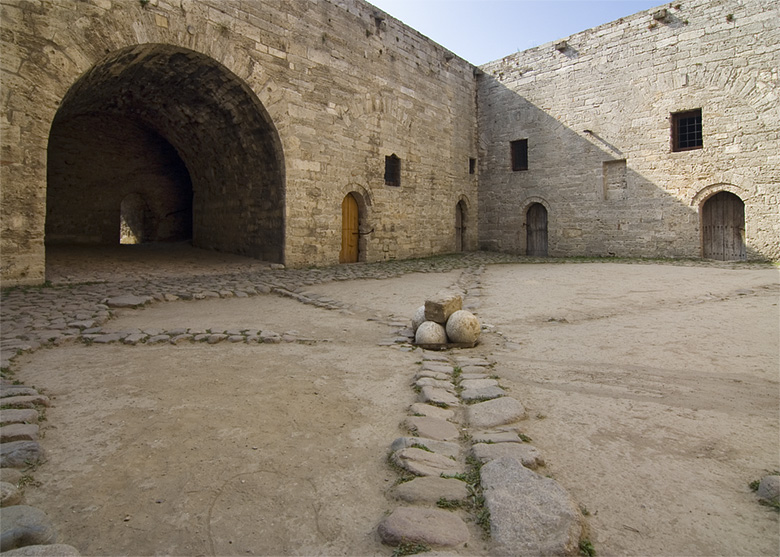
Innenhof

Baba Wida (bulgarisch Баба Вида) ist eine mittelalterliche Festung in der bulgarischen Stadt Widin. Die Festung am Ufer der Donau war im Mittelalter die Hauptverteidigungsanlage Widins und die wichtigste Festung im Nordwesten Bulgariens. Heute beherbergt die Festung ein gleichnamiges Museum. Sie ist unter den 100 nationalen touristischen Objekten Bulgariens aufgelistet, die vom Bulgarischen Tourismusverband erstellt wurde.

## Geschichte
Im 10. Jahrhundert wurden die Grundmauern von Baba Wida an der Stelle errichtet, wo sich noch ein Beobachtungsturm der römischen Festung „Bononija“ (heute Widin) befand. In den folgenden Jahrhunderten wurde die Festung mehrfach umgebaut und erweitert. Der unbebaute Innenhof der von einem Burggraben umgebenen Festung ist umgeben von zwei Festungsmauern. Die innere Mauer besitzt vier Haupttürme. Einer Belagerung der byzantinischen Truppen konnte Baba Wida acht Monate lang standhalten, bevor sie zerstört wurde. Unter Iwan Strazimir wurde Baba Wida wiedererrichtet. Nachdem Baba Wida gegen Ende des 18. Jahrhunderts seine Bedeutung als Festungsanlage verlor, spielte sie als Waffenarsenal und Gefängnis während der osmanischen Herrschaft in Bulgarien nochmals eine bedeutende Rolle. Heute dient die Festung, deren Hauptteil wieder den Originalzustand darstellt, als historisches Museum.